# 龍獅旗
龍獅旗（英語：Dragon and Lion flag），或稱龍獅香港旗，是香港城邦自治或香港獨立運動的代表旗幟，於2011年5月由香港網民「金屬」設計。該旗從英屬香港時期的香港旗更改而來，去除了米字旗，僅使用原來面積比較小的香港盾徽，並且在盾的中央加上漢字「香港」，及配以英国蓝船旗的藍色作為底色。
根據葉靈鳳著作《香島滄桑錄》記載，龍獅旗前身香港旗是1936年至1948年就任郵政司的英籍官員榮鐘士在日佔時期在赤柱戰犯集中營內所繪，經過倫敦英國紋章院修改後於1959年1月21日頒佈香港盾徽代替了阿群帶路圖。

### 引用
1. ↑  . 新報. 2012-10-15.

## 外部連結
- Foreign Concessions and Colonies （页面存档备份，存于）
- 香港盾徽的一些典故 （页面存档备份，存于）
- 香港觀察：深藍港英旗代表了甚麼 （页面存档备份，存于）
- 香港城邦自治運動：龍獅香港旗 —— 香港自治運動的標誌 （页面存档备份，存于），2011年6月18日